# أكتوبر 2005
أكتوبر 2005 هو الشهر العاشر من عام 2005. بدأ الشهر يوم السبت، وانتهى يوم الإثنين بعد 31 يومًا.

## بوابة:أحداث جارية
|  |  |